# Frucourt
Frucourt település Franciaországban, Somme megyében. Lakosainak száma 119 fő (2022. január 1.). Frucourt Citerne, Hallencourt, Limeux és Vaux-Marquenneville községekkel határos.

## Népesség
A település népességének változása:
| Lakosok száma | 132  | 130  | 138  | 132  | 128  | 124  | 122  | 120  | 119  |
|               | 2013 | 2015 | 2016 | 2017 | 2018 | 2019 | 2020 | 2021 | 2022 |